# Saß (Adelsgeschlecht)

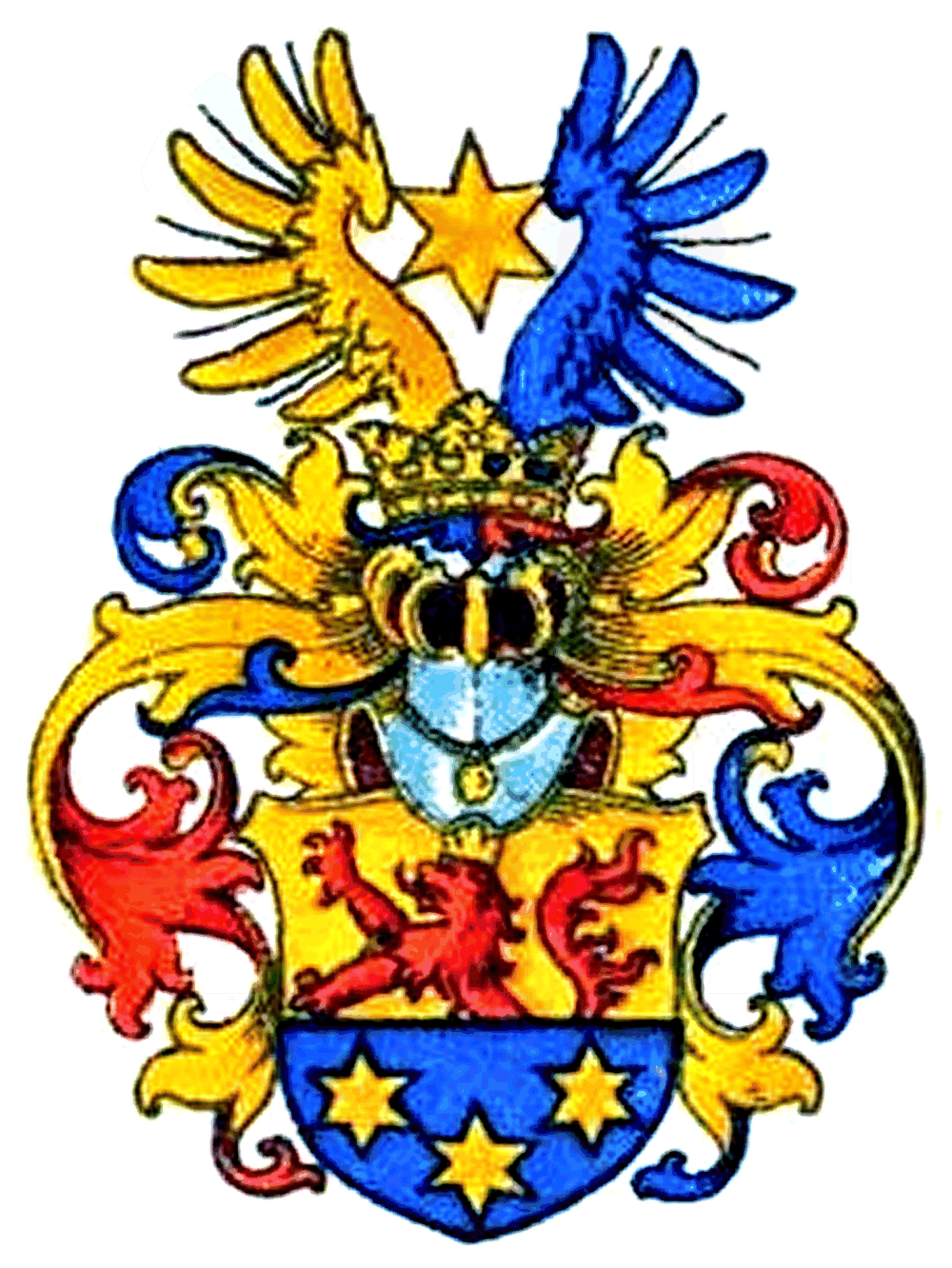
Stammwappen derer von Sass

Saß oder Sass, historisch gelegentlich auch Sasse oder Sachse, ist der Name eines deutschbaltischen Adelsgeschlechts, dessen Zweige gegenwärtig fortbestehen.
Es besteht keine Stammverwandtschaft zu den pommerellischen Saß-Jaworski, die sich nach dem polnischen Wappen Sas nennen.

## Geschichte
Noch im Gotha wurde versucht, eine Verbindung zum gleichnamigen, aber wappenverschiedenen westfälischen, heute erloschenen Uradelsgeschlecht herzustellen, das mit Gerhards Saxo vor 1204 und Alberts Saxo 1234 zuerst urkundlich genannt wurde.
Auch wenn eine westfälische Urheimat der Familie, wie sie für sehr viele Standesgenossen des Baltikums erwiesen ist, nicht ausgeschlossen werden kann und auch ein Übertritt des Geschlechts mit dem Deutschen Ritterorden nach Livland als wahrscheinlich gelten muss, wird nach jüngerer Forschung der historisch greifbare Beginn der Familie auf Ösel angesetzt. In diesem Punkt hatten sich aber bereits frühere Autoren festgelegt.
Das Geschlecht erscheint urkundlich zuerst mit Hinrik Saß, der seit 22. Mai 1453 Pfandherr zu Cabbil auf Oesel war und mit dem auch die gesicherte und durchgängige Stammreihe beginnt. Cabbil, das lange Zeit in Familienbesitz war, trägt noch heute den auf die Familie zurückführenden Namen Sassi bzw. Sassi mõis
Im 16. Jahrhundert verbreitete sich die Familie nach Livland, und im 17. Jahrhundert trat sie in Kurland urkundlich in Erscheinung. Durch Immatrikulation bei den jeweiligen Ritterschaften erwarben die von Saß 1741 das öselsche, 1742 das livländische und am 10. Mai 1841 das kurländische Indigenat.
Aus dem kurländischen Stamm wurde der preußische General Gerhard Alexander von Saß (1718–1790) am 1. September 1779 in Berlin in den Freiherrnstand gehoben. Die durch ihn gestiftete Linie konnte in Schlesien einige Güter an sich bringen, ist jedoch bereits mit seinen beiden jung verstorbenen Enkeln im Mannesstamm erloschen.
Durch Senatsukasse vom 10. Juni 1853 bzw. am 21. September 1862 erhielten die baltischen Häuser die russische Anerkennung der Berechtigung zur Führung des Baronstitels.
Aus dem oeselschen Stamm, livländische Linie, begab sich Anton von Saß (1739–1807) in preußische Dienste. Er stiftete ein weitestgehend in Ostpreußen begütertes Haus, dem am 24. Juni 1874 durch Allerhöchste Kabinettsorder der preußische Freiherrnstand anerkannt wurde. Seine Deszendenz ist zum Ende des 20. Jahrhunderts im Mannesstamm erloschen. Aus der oeselschen Linie wurde dem livländischen Hofgerichtsrat und Redakteur des Deutschen Adelsblattes Georg von Saß (1853–1931) durch Allerhöchste Kabinettsorder am 13. April 1908 die preußische Genehmigung zur Führung des Freiherrntitels erteilt. Sechs Söhne der oeselschen Linie bekleideten die Stellung eines oeselschen Landrats, zwei Mal konnte auch der Posten eines Landmarschalls durch die Familie besetzt werden.

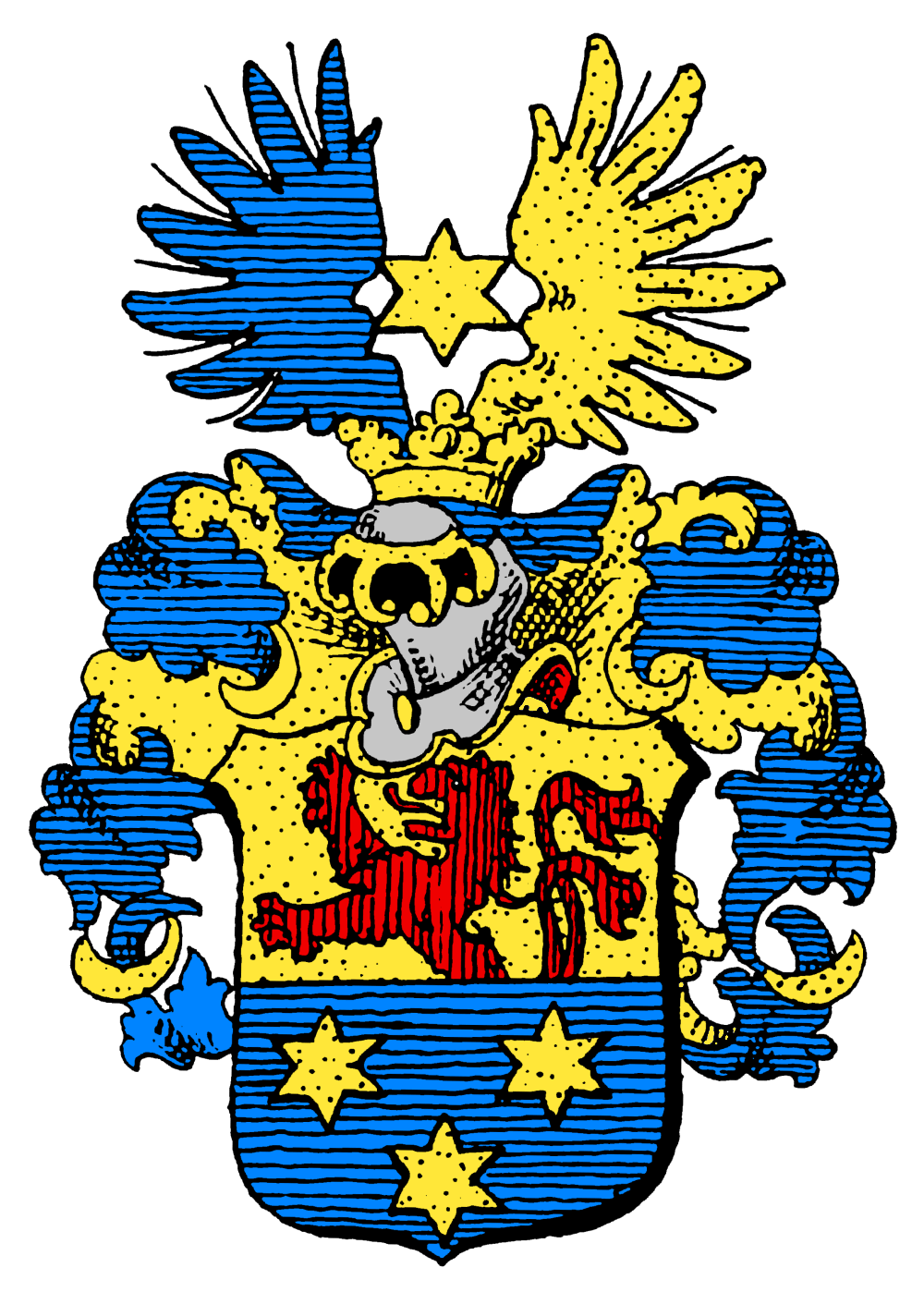
Stammwappen derer von Sass in Siebmachers Wappenbuch von 1887

Ein schwedischer Stamm wurde durch den schwedischen Oberstleutnant Henrik von Saß († 1660), Erbherr auf Ovanmalm und Mälkkilä in Finnland gestiftet. 1645 hat er als Sass die schwedische Adelsnaturalisation erhalten und wurde 1650, bereits im Rang eines Obersten und Kommandanten von Riga, bei der Adelsklasse der schwedischen Ritterschaft introduziert. Der schwedische Leutnant a. D. und Erbherr auf Toivoniemi Otto Fredrik Sass (1749–1822) wurde am 30. Januar 1818 in die Finnländische Ritterschaft introduziert. Der schwedische Stamm hat 1874 seinen Ausgang im Mannesstamm gefunden.

## Wappen
Das Stammwappen ist geteilt und zeigt oben in Gold einen wachsenden, roten Löwen, sowie unten in Blau drei (2, 1) sechsstrahlige goldene Sterne. Auf dem gekrönten Helm mit blau-goldenen Decken ein sechsstrahliger, goldener Stern zwischen offenem, rechts blauem, links goldenem Flug.
Das freiherrliche Wappen (1779) ist geviert und zeigt in 1 oben in Schwarz ein gekröntes silbernes Johanniterkreuz, unten in Silber einen gekrönten schwarzem Adler. Die Felder 2 und 3 zeigen das Stammwappen. 4 wie 1, jedoch mit verwechselten Teilungsfeldern. Drei Helme mit blau-goldenen Decken: auf dem rechten ein geschlossener blauer Flug, auf dem mittleren eine gekrönter, goldbewehrter schwarzer Adlerkopf und auf dem linken ein geschlossener goldener Flug. Schildhalter: zwei wilde Männer.

## Historischer Güterbesitz

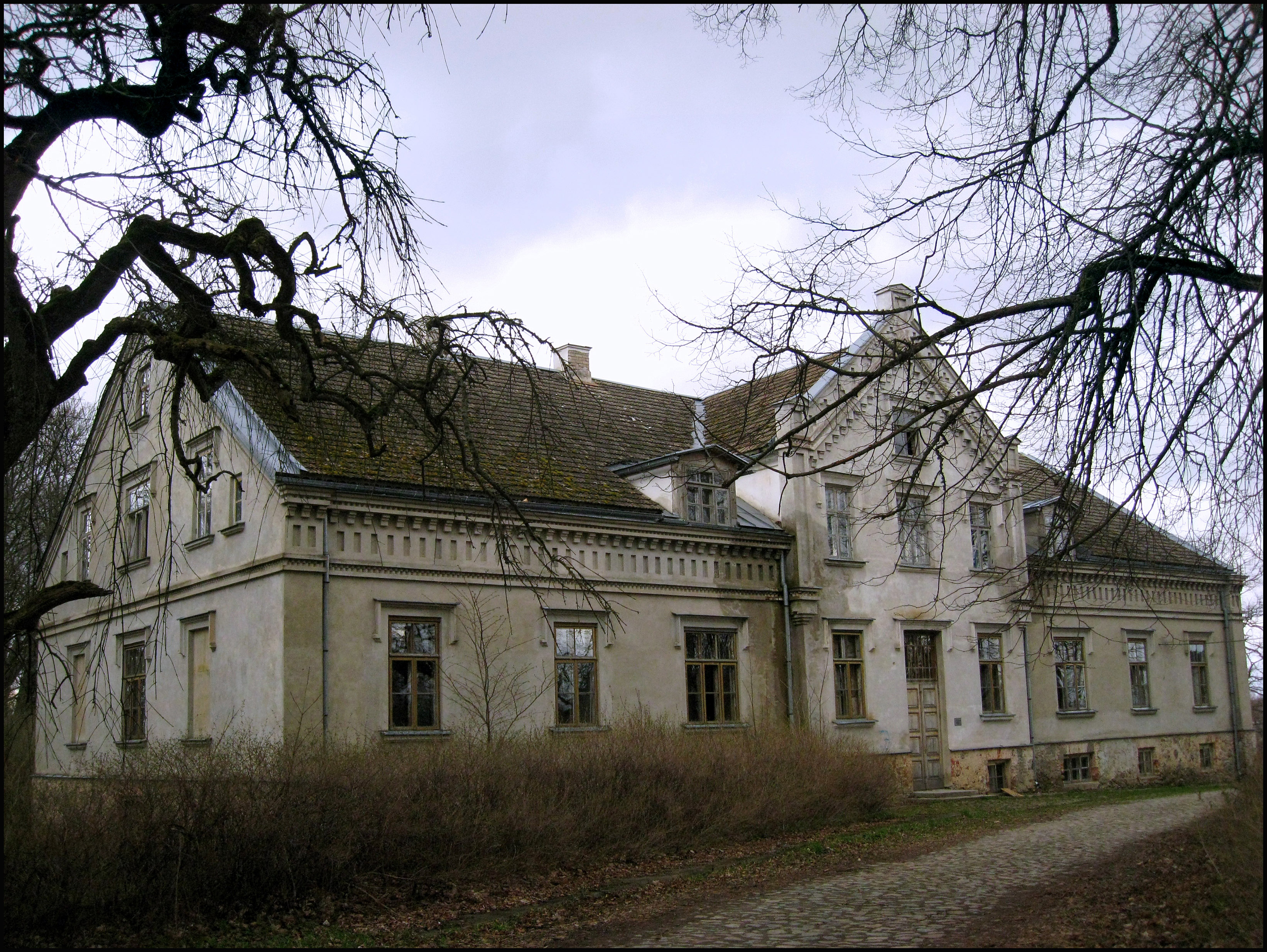
Herrenhaus Saßmacken in Valdemārpils

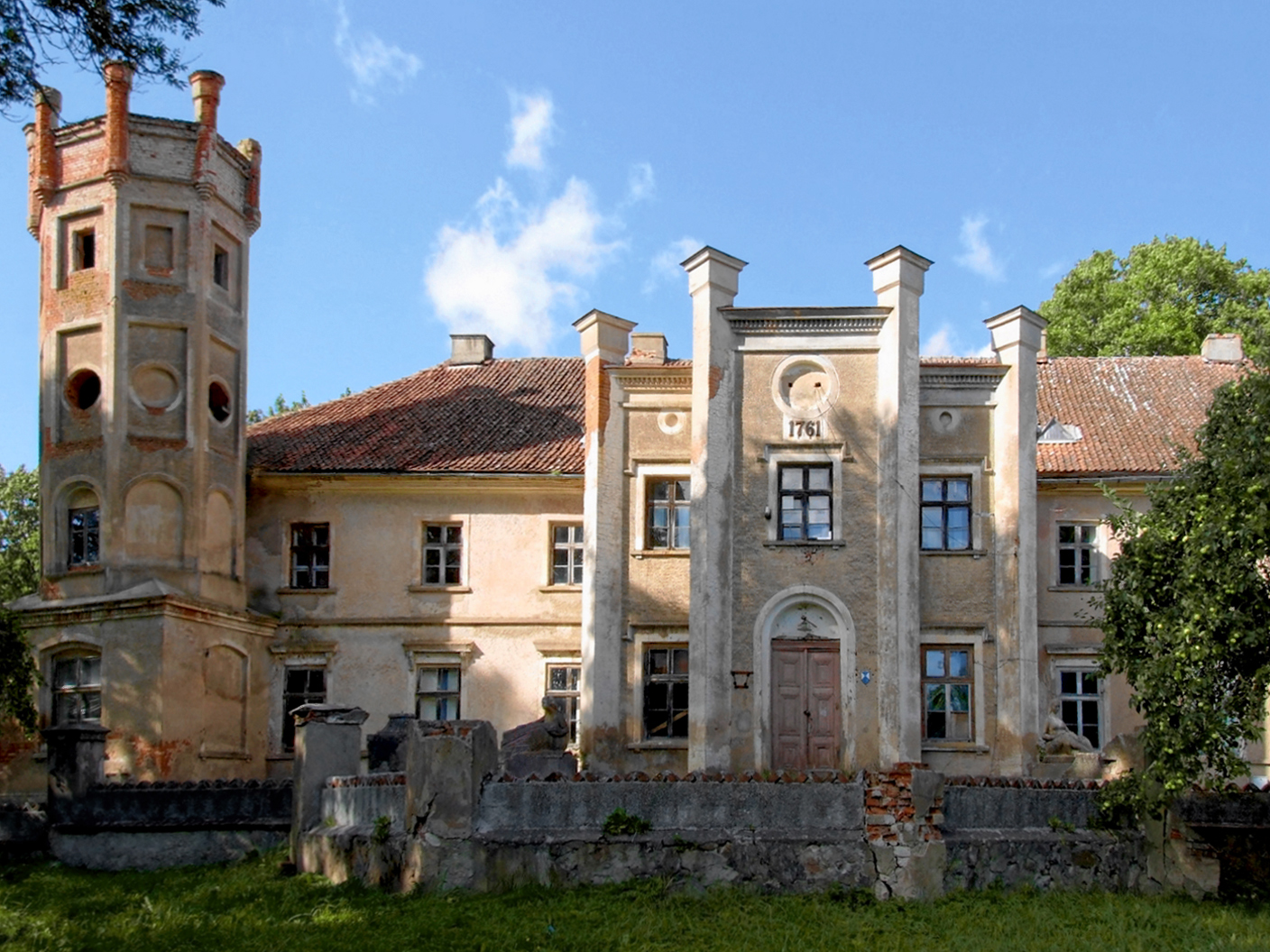
Herrenhaus Scheden in Šķēde (Bezirk Saldus)

Weiterführende Angaben zum Güterbesitz sind den Ausbreitungen von Hagemeister, Ledebur, Stryk und Zur Mühlen zu entnehmen. Güter, die im Baltikum zum Zeitpunkt der Einziehung (1919) durch die junge estnische oder lettische Regierung noch bei der Familien waren, sind hervorgehoben. Die Güter wurden nicht sämtlich gleichzeitig und weitestgehend auch nicht durchgängig besessen. Einige der Orte hatten oder haben in ihrem historischen oder jetzigen Namen eine unmittelbare Bezugnahme auf die Familie.
Baltikum
- Oesel: Cabbil/Kabbil, Jöör, Käsel, Kalli, Karridahl, Kasti, Laimjall, Laugo, Lodenhof, Metzküll, Murratz, Nurms, Sandel, Tammimois und Töllist
- Livland: Klauenstein, Sassenhof und Tegasch im lettischen Distrikt, sowie Lannemetz und Restfer ist estnischen Distrikt
- Kurland: Alt Abgulden, Arishof, Angstuppen, Groß-Autz, Brüggen, Buschhof, Dserwen, Dubena, Elkesem, Ellern, Groß Ilmajen, Kummeln, Laidsen, Neuhof, Poperwahlen, Puhnien, Neu Sahten, Saßmacken, Scheden (1737 ha), Schönheyden, Sillen, Skurben, Weesen und Zunzen

Preußen
- Schlesien: Borislawitz, Chrost, Groß und Klein Ellguth, Gieraltowitz, Hilbertsdorf, Stubendorf sowie Ober und Nieder Walzen
- Ostpreußen: Kattreinen, Komalmen (230 ha) und Lengainen (300 ha)

Schweden/Finnland
- Mälkkilä und Ovanmalm

## Familienangehörige

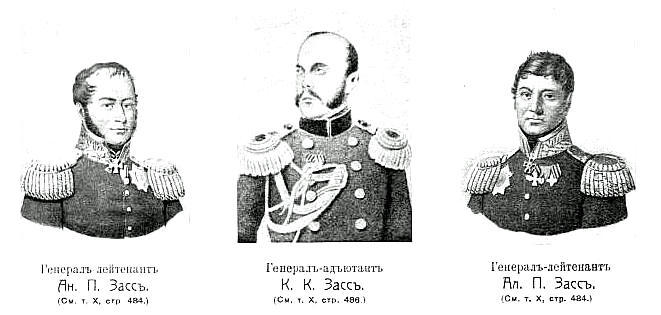
Saß (Adelsgeschlecht)

- Otto Friedrich von Saß (1704–1798), kurländischer Landmarschall
- Gerhard Alexander von Saß (1718–1790), preußischer Generalleutnant
- Gideon Heinrich von Saß (1736–1808), kurländischer Landesbevollmächtigter
- Anton von Saß (1739–1807), russisch-preußischer Kavallerie-Offizier
- Georg Friedrich von Saß (1751–1810), öselscher Landmarschall und Landrat
- Gideon Heinrich von Saß (1770–1830), russischer Generalleutnant
- Friedrich August von Saß (1775–1857), russischer General
- Peer Anton von Saß (1782–1832), öselscher Landmarschall
- Andreas von Saß (1753–1816), russischer Generalleutnant
- Christoph Alexander von Saß (1785–1843), russischer Generalleutnant
- Cornelius Heinrich Johann von Saß (1793–1857), russischer Generalleutnant
- Georg Otto Ewald von Saß, auch Grigori (1797–1883), russischer General der Kavallerie
- Theodor von Saß (1833–1894), Verwaltungsjurist in Ostpreußen
- Ferdinand Arthur von Saß (1837–1871), Naturforscher
- Heinrich Oswald von Saß (1856–1913), Landschafts-, Marine-, Porträt- und Genremaler der Düsseldorfer Schule
- Theodor von Saß (1881–1958), Pfarrer in Königsberg, Memel und Wismar, 1933 Gründungsvorsitzender der Christlichen Sozialistischen Arbeitsgemeinschaft des Memelgebiets (CSA)
- Eduard von Saß (1900–1946), deutscher Oberst
- Vera Baronin von Sass (1906–2008), deutschbaltische Schriftstellerin
- Eugen Wilhelm Otto Baron von Saß (1927–1984) alias Matthias Walden, deutscher Journalist
- Rahel Freiin von Sass (* 1972), deutsche Historikerin
- Melanie von Sass (* 1976), deutsche Schauspielerin